# 伯尼翁
伯尼翁（法語：Beugnon，法語發音：[bœɲɔ̃]）是法国勃艮第-弗朗什-孔泰大区约讷省的一个市镇，属于阿瓦隆区。

## 地理
伯尼翁（48°1'14"N, 3°48'19"E）面积7.7 平方千米，位于法国勃艮第-弗朗什-孔泰大區约讷省，该省份为法国中北部内陆省份，西接卢瓦雷省，西北接塞纳-马恩省，南至涅夫勒省，东临科多尔省，东北与奥布省接壤。
与伯尼翁接壤的市镇（或旧市镇、城区）包括：苏曼特兰、热尔米尼、讷维索图尔、圣弗洛朗坦。

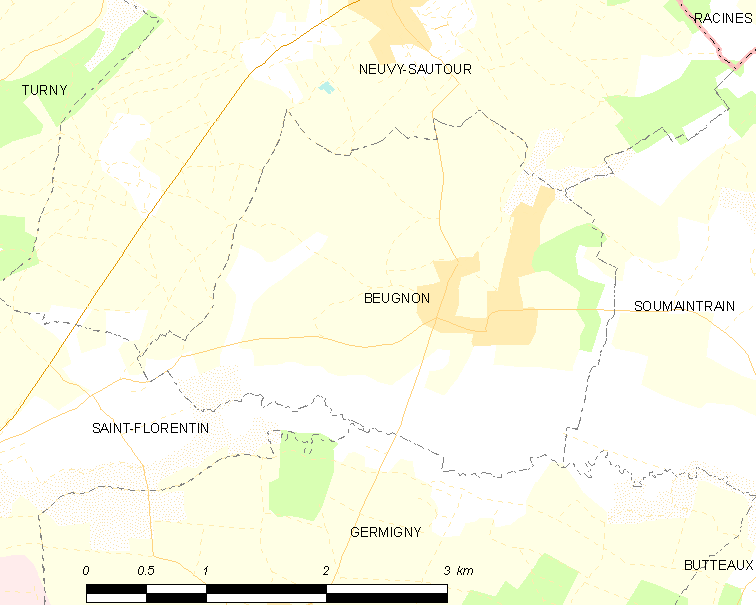
伯尼翁的OSM定位图

伯尼翁的时区为UTC+01:00、UTC+02:00（夏令时）。

## 行政
伯尼翁的邮政编码为89570，INSEE市镇编码为89041。

## 政治
伯尼翁所属的省级选区为圣弗洛朗坦县。

## 人口

1962-2008年间伯尼翁人口变化图示

伯尼翁于2022年1月1日时的人口数量为286人。